# Nils Arne Eggen
Nils Arne Eggen (Orkdal, Trøndelag, 17 de septiembre de 1941-Orkdal, Trøndelag, 18 de enero de 2022) fue un futbolista y entrenador noruego, pasando veintitrés años de su carrera en el Rosenborg.

## Biografía y vida profesional
Comenzó su carrera en el fútbol a los 15 años como defensa en el equipo senior de Orkdal. Más tarde se trasladó a Trondheim a estudiar y se unió al Rosenborg Ballklub ganando la Copa de Fútbol de Noruega en 1960. En 1963, se trasladó a Oslo donde se unió al Vålerenga, ganando la Primera División de Noruega en 1963 antes de trasladarse de nuevo a Trondheim donde jugó un papel importante para Rosenborg cuando ganaron la Tippeligaen dos veces - y él mismo ganó el premio "Jugador del Año" en 1968 - antes de que decidiera dejar su carrera futbolística.
Pronto fue nombrado entrenador del Rosenborg, junto con Tor Røste Fossen, y en su primera temporada (1971) ganó "el doble" - primera vez en la historia del club. En mitad de la década de 1970 él era el entrenador del equipo nacional sub-21 de Noruega, y más tarde para la selección absoluta.
En 1978 fue de nuevo el entrenador del Rosenborg Ballklub, en Segunda División donde dos años más tarde ascendería, volvió al Rosenborg después de ser entrenador del Moss FK durante la campaña 1986/87 llevando al equipo al Campeonato Nacional de Noruega siendo una de las sorpresas del fútbol escandinavo, después fue relegado de la próxima temporada.
Renunció como entrenador del Rosenborg en 2002, y Åge Hareide asumió el cargo de entrenador (que a su vez fue sucedido por Ola By Rise sólo un año más tarde). Dos de los últimos logros de Eggen en ese equipo fue ganar la Primera División de Noruega (11 ª vez consecutiva), y clasificarlo para la UEFA Champions League (octava vez consecutiva). Durante su etapa como entrenador del Rosenborg también ganó el mundial de fútbol de Noruega en varias ocasiones.
Después de un año algo turbulento para Rosenborg en 2004, fue nuevamente nombrado por el club en noviembre de 2004 - esta vez como asistente del director / consejero, cargo que posteriormente renunció a en 2005, cuando admitió que su papel no había funcionado como estaba previsto. En mayo de 2010 él volvió a tomar el cargo de gerente de Rosenborg después de Erik Hamrén asumió el cargo de gerente de la selección de fútbol de Suecia . El puesto estuvo interino hasta que en enero de 2011 Jönsson lo sucedió en el cargo, Eggen consiguió en esa última campaña que estuvo en el Rosenborg Ballklub llevarlo a ganar por vigésimo-segunda vez la Primera División de Noruega.
El 1 de noviembre de 2011 volvió de nuevo a entrenar, esta vez al Orkla (anteriormente Orkdal) en el quinto nivel del fútbol noruego. En apenas su primera temporada como entrenador, había ascendido a Orkla al cuarto nivel, la Tercera División.
En 2003 fue galardonado con la Real Orden Noruega de San Olav por su esfuerzo en el fútbol noruego.
Murió en su ciudad natal el 19 de enero de 2022 a los 80 años de edad.

### Equipos jugados
| Años      | Clubes            |
| --------- | ----------------- |
|           | Orkdal            |
| 1960-1963 | Rosenborg         |
| 1964-1966 | Vålerenga Fotball |
| 1966-1969 | Rosenborg         |

### Equipos entrenados[5]
| Años      | Clubes                                |
| --------- | ------------------------------------- |
| 1971-1972 | Rosenborg Ballklub                    |
| 1973-1974 | Selección de fútbol de Noruega sub-21 |
| 1974-1977 | Selección de fútbol de Noruega        |
| 1976      | Rosenborg Ballklub                    |
| 1978-1982 | Rosenborg Ballklub                    |
| 1983-1985 | Orkdal IL                             |
| 1986-1987 | Moss FK                               |
| 1986-1987 | Selección de fútbol de Noruega sub-23 |
| 1988-1997 | Rosenborg Ballklub                    |
| 1999-2002 | Rosenborg Ballklub                    |
| 2010      | Rosenborg Ballklub                    |
| 2011-2016 | Orkla FK                              |